# Telecomio
Telecomio es un programa de televisión paraguayo del género comedia. Protagonizado por Gustavo Cabaña y Clara Franco. Estuvo desde el 2003 al 2005 luego en el 2008 y luego volvió desde el 2010 al 2011. No se descarta la idea de que "Telecomio" vuelva a la televisión pero probablemente con próximos protagonistas en un futuro.

## Inicios
Inició sus emisiones en julio de 2003 con la actuación de talentosos artistas y destacados en la actualidad, así como Gustavo Cabaña y Clara Franco. El 28 de diciembre de 2005, el programa es emitido por última vez, luego de dos años y medio de total éxito, a causa de ciertas diferencia laborales de parte del elenco con el canal y Clara Franco. En consecuencia, todo el elenco, a excepción de Franco, el 31 de diciembre de 2005, emigran al canal 13, para producir la serie "Manicomicos" con el mismo formato y con los mismos actores. Dicha serie duró hasta diciembre del 2007. En enero del 2008, Cabaña, Maricha Olitte y Walter Evers, exintegrantes de Telecomio y Manicómicos, son contratados nuevamente por Telefuturo. Es así como, junto con Clara Franco, arreglan sus diferencias y vuelven al aire con Telecomio, emitiéndose éste, hasta fin de año. Luego de un año y medio de no estar al aire, Telefuturo, propone a Gustavo Cabaña y Clara Franco, volver con el formato, siendo solamente estos dos, los integrantes que quedaron del elenco original. Es ahí que Franco y Cabaña proponen al canal., que el programa sea coproducido y dirigido por la empresa de los conocidos realizadores de cine y televisión Maneglia-Schémbori, el canal acepta y es así como Telecomio vuelve a las pantallas con un elenco renovado en un 90%, insertando una historia ficticia en el programa, pero con la misma esencia de siempre.

## Trama
El programa presenta la interpretación de otros programas de TV, así como periodistas y conductores de TV. También presenta segmentos originales como "Ña Roge" (2010 y 2011) y el especial de Navidad y año nuevo emitido el 21 de diciembre de 2010 con la participación de los intérpretes y los mismos interpretados en sus respectivos escenarios.

## Parodias
- Mencha (parodia a Menchi, 2003)
- Notecierro el Cierre (parodia al Noticiero del Trece, 2003-2005, 2008, 2010)
- Teledetorpes Noticias (parodia a Teledeportes Noticias, 2003-2005, 2008, 2011)
- Laura en África (parodia de la conductora peruana Laura Bozzo, 2003)
- Mixto (parodia a Mix, Llegó tu momento, 2003)
- Mediano Informativo (parodia al noticiero Meridiano Informativo, 2003-2005, 2008, 2010-2011)
- Telodaría (parodia al noticiero Telediario, 2003-2005, 2008, 2010-2011)
- Liga al Día (parodia a Día a día, 2003-2005, 2008, 2010-2011)
- El Lupa (parodia a La Lupa, 2003-2005, 2008, 2010-2011)
- Mboria (parodia de la diva argentina Moria Casán)
- Peluda (parodia a la conductora Pelusa Rubín)
- Siempre Mencha (parodia a Siempre Menchi, 2004-2005)
- VBT (parodia a DDT: Después de Todo, 2005)
- Trapito Feo (parodia a la telenovela argentina Patito feo, 2008)
- Caso Perdido (parodia al programa Caso cerrado, 2008)
- Empedariales (parodia a Empresariales', 2008)
- Teleshock (parodia del programa Teleshow, 2008)
- Baila Chamigo Paraguay (parodia a Baila conmigo Paraguay, 2010)
- Cállense Pue: La Competencia es de Adeverás (parodia a Calle 7, 2011)
- Emañaña Cadal Día (parodia al programa del SNT La mañana de cada día, 2011)
- Malavisión Noticias (parodia al noticiero Paravisión Noticias, 2011)
- Mundo Morderlo (parodia al reality Mundo Modelo, 2011)

## Elenco

### Elenco 2003-2005

#### Protagonistas
- Clara Franco
- Gustavo Cabaña

#### Actores secundarios
- Maricha Olitte
- José Ayala
- Carlos Allou
- Julio "Mortero" Amarilla
- Oscar Esquivel
- Paola Peralta
- Sandy Molas
- Walter Evers

### Elenco 2008

#### Protagonistas
- Clara Franco
- Gustavo Cabaña

#### Actores secundarios
- Maricha Olitte
- Paola Peralta
- Walter Evers
- Armando "Binguito" Acosta

### Elenco 2010-2011

#### Protagonistas
- Clara Franco
- Gustavo Cabaña

#### Actores secundarios
- Pabla Thomen
- Aldo Calabrese
- Gustavo Corvalán
- Luis Troche
- Manu Portillo

### Elenco 2016

#### Protagonistas
- Clara Franco
- Gustavo Cabaña

#### Actores secundarios
- Maricha Olitte
- Enrique Pavón
- Luis Troche
- Manu Portillo

## Premios
| Año  | Premios        | Categoría                                   | Ganadores y nominados | Resultado |
| ---- | -------------- | ------------------------------------------- | --------------------- | --------- |
| 2003 | Premios Paraná | Mejor Programa de Humor                     | Telecomio             | Ganó      |
| 2004 | Premios Paraná | Máximo galardón de la radio y la televisión | Telecomio             | Ganó      |
| 2004 | Premios Paraná | Mejor Programa de Humor                     | Telecomio             | Ganó      |
| 2005 | Premios Paraná | Mejor Programa de Humor                     | Telecomio             | Ganó      |
| 2006 | Premios Paraná | Paraná de Oro                               | Gustavo Cabaña        | Ganó      |
| 2006 | Premios Paraná | Mejor Labor Humorístico                     | Gustavo Cabaña        | Ganó      |
| 2007 | Premios Paraná | Mejor Programa de Humor                     | Telecomio             | Ganó      |
| 2008 | Premios Paraná | Mejor Labor Humorística                     | Gustavo Cabaña        | Ganó      |
| 2008 | Premios Paraná | Mejor Programa de Humor                     | Telecomio             | Ganó      |

## Cancelación
El 9 de agosto de 2011 dan fin al programa, luego de 10 meses de emisión, debido a la llegada del programa Baila conmigo Paraguay que se transmitiría de 20:00 a 22:00, por el mismo canal</ref> Es así comoluego de que Clara Franco y Gustavo Cabaña, hayan participado juntos en Baila Conmigo Paraguay y Clara haya abandonado el certamen, poco después, Telefuturo decidió cancelar el contrato a Clara Franco, disolviéndose así para siempre todo el elenco de Telecomio.